# モリソン・ホテル
モリソン・ホテル(Morrison Hotel)は、1970年に発売されたドアーズのアルバム。
1969年3月のマイアミ事件以後、公演から遠ざかっていた状況下で制作された本作は、前作よりもブルース色を強めた原点に立ち返った作品であると言える。
アルバムのAB面はそれぞれ、HARDROCK CAFEサイド、MORRISON HOTELサイドと名付けられている。
ジャケット写真はカリフォルニア州ロサンゼルスのダウンタウンに実在する同名のホテルを借りて撮影された。

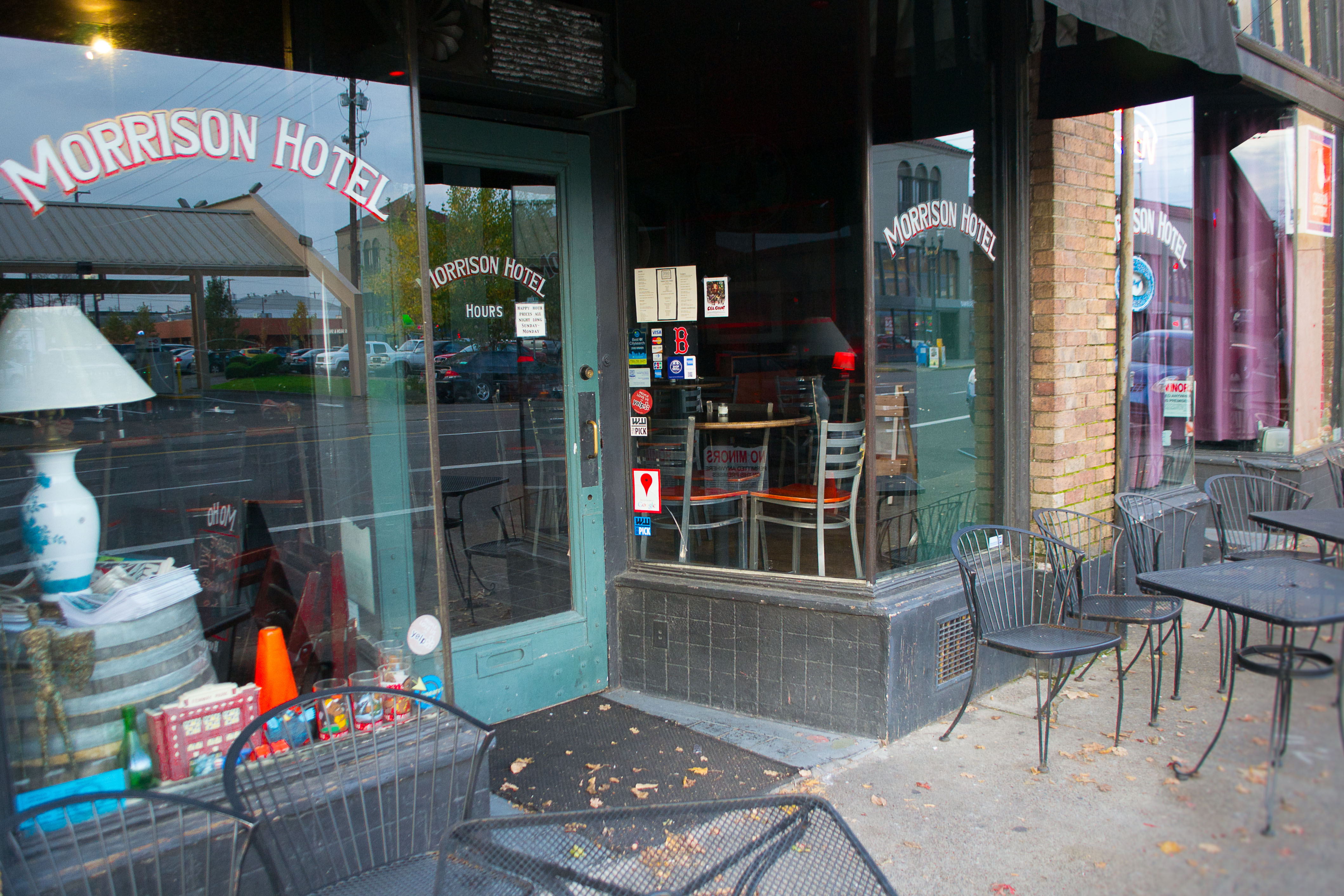
モリソン・ホテル（ロサンゼルス、2012年）

なお、1971年に設立されたアメリカのレストラン・チェーン、ハードロックカフェは、本作に因んで命名された。

## 曲目

### HARD ROCK CAFE
1. ロードハウス・ブルース - Roadhouse Blues (Densmore, Krieger, Manzarek, Morrison) 4:04
2. 太陽を待ちながら - Waiting for the Sun (Densmore, Krieger, Manzarek, Morrison) 3:58
3. ユー・メイク・ミー・リアル - You Make Me Real (Densmore, Krieger, Manzarek, Morrison) 2:50
4. ピース・フロッグ - Peace Frog (Densmore, Krieger, Manzarek, Morrison) 2:52
5. ブルー・サンデイ - Blue Sunday (Densmore, Krieger, Manzarek, Morrison) 2:08
6. 愚か者の船 - Ship of Fools (Densmore, Krieger, Manzarek, Morrison) 3:06

### MORRISON HOTEL
1. ランド・ホー - Land Ho! (Krieger, Morrison) 4:08
2. ザ・スパイ - The Spy (Densmore, Krieger, Manzarek, Morrison) 4:15
3. ハイウェイの女王 - Queen of the Highway (Densmore, Krieger, Manzarek, Morrison) 2:47
4. インディアン・サマー - Indian Summer (Krieger, Morrison) 2:33
5. マギー・マギル - Maggie McGill (Densmore, Krieger, Manzarek, Morrison) 4:24